# Numarán (kommun)
Numarán är en kommun i Mexiko.   Den ligger i delstaten Michoacán de Ocampo, i den centrala delen av landet, 300 km väster om huvudstaden Mexico City.
Följande samhällen finns i Numarán:
- Numarán
- La Tepuza
- El Triunfo
- Japacurio
- La Unión
- Nuevo Morelos